# Jamie Paterson
Jamie Charles Stuart Paterson, né le 20 décembre 1991 à Coventry, est un footballeur anglais qui évolue au poste de milieu de terrain au Plymouth Argyle.

## Biographie
Jamie Paterson joue chez les jeunes de Coventry City et Manchester United avant de rejoindre le centre de formation Walsall. Il signe son premier contrat professionnel avec le club du Staffordshire en mai 2010, avec qui il joue son premier match professionnel le 31 août 2010.
En juillet 2013 Jamie Paterson signe un contrat de trois ans avec Nottingham Forest,.
Le 1er septembre 2015 il est prêté pour une saison à Huddersfield Town.
Le 27 août 2016 il signe un contrat de trois ans en faveur de Bristol City.
Le 8 août 2019, il est prêté par Bristol City pour une saison à Derby County.
Libre de tout contrat, le 6 août 2021 il s'engage à vingt-neuf ans avec Swansea City, club de  Championship.
Le 14 février 2025, il signe avec Coventry City.